# Episodi di Bosch (quinta stagione)
La quinta stagione della serie televisiva Bosch, composta da dieci episodi, è stata interamente resa disponibile dal servizio di streaming di Amazon Video il 19 aprile 2019.
| n° | Titolo originale            | Titolo italiano                      | Pubblicazione USA | Pubblicazione Italia |
| -- | --------------------------- | ------------------------------------ | ----------------- | -------------------- |
| 1  | Two Kinds of Truth          | Doppia verità                        | 19 aprile 2019    | 19 aprile 2019       |
| 2  | Pill Shills                 | Pillola esca                         | 19 aprile 2019    | 19 aprile 2019       |
| 3  | The Last Scrip              | L'ultima prescrizione                | 19 aprile 2019    | 19 aprile 2019       |
| 4  | Raise the Dead              | Risorgere dalla morte                | 19 aprile 2019    | 19 aprile 2019       |
| 5  | Tunnel Vision               | Paraocchi                            | 19 aprile 2019    | 19 aprile 2019       |
| 6  | The Space Between the Stars | Lo spazio tra le stelle              | 19 aprile 2019    | 19 aprile 2019       |
| 7  | The Wisdom of the Desert    | La saggezza del deserto              | 19 aprile 2019    | 19 aprile 2019       |
| 8  | Salvation Mountain          | Salvation Mountain                   | 19 aprile 2019    | 19 aprile 2019       |
| 9  | Hold Back the Night         | Fermare la notte                     | 19 aprile 2019    | 19 aprile 2019       |
| 10 | Creep Signed His Kill       | Il verme ha marchiato la sua vittima | 19 aprile 2019    | 19 aprile 2019       |

## Doppia verità
- Titolo originale: Two Kinds of Truth
- Diretto da: Alex Zakrzewski
- Scritto da: Michael Connelly, Eric Ellis Overmyer e Daniel Pyne

### Trama
Quindici mesi dopo la chiusura del caso Elias, Harry Bosch è sotto copertura nel deserto, infiltratosi in un gruppo di disperati a caccia di ossicodone. Sorpreso mentre era intento ad ascoltare la conversazione tra gli uomini armati che gestiscono il campo, Bosch è costretto dal loro leader a giocare alla roulette russa.
Due settimane prima. Bosch e la sua squadra stanno indagando sull'omicidio del farmacista Jose Esquivel. Due uomini mascherati hanno ucciso Esquivel nella sua farmacia, rubando gli oppiacei. All'inseguimento dei killer, Stanlio e Ollio si scontrano contro una pattuglia di giovani poliziotti, dando modo agli assassini di fuggire. Maddie sta facendo uno stage nell'ufficio del procuratore distrettuale, dove conosce il giovane impiegato della CIU (Unità per l'integrità delle condanne) Tom Galligan. Costui la informa che la sua unità sta revisionando un caso di vent'anni prima, l'omicidio di Danielle Skyler, di cui si era occupato suo padre.
Bosch ed Edgar sono sulle tracce di Jose Esquivel Jr., il figlio della vittima che gestiva con lui la farmacia, nel frattempo riparato a casa del cugino Oscar. Maddie avverte il padre che la CIU sta valutando la riapertura del caso Skyler, il cui presunto colpevole Preston Borders sta lottando dal carcere per ottenere la riabilitazione.

## Pillola esca
- Titolo originale: Pill Shills
- Diretto da: Alex Zakrzewski
- Scritto da: Michael Connelly, Eric Ellis Overmyer e Shaz Bennett

### Trama
Bosch scopre che la detective del CUI incaricata di revisionare il caso Skyler è Christina Henry, una sua vecchia fiamma con cui non è rimasto affatto in buoni rapporti. Informato immediatamente da Bosch, Irving si interessa della questione, apprendendo che esisterebbe una prova importante ai tempi non repertata. Mentre il cadavere di un ragazzo ucciso dagli uomini mascherati è ritrovato in un cassonetto della spazzatura, dalle indagini emerge che Esquivel stava per sporgere denuncia contro la clinica del Dottor Federico Garcia, accusato di prescrivere troppo ossicodone. Billets riceve pressioni per rimuovere Stanlio e Ollio dal servizio in strada dopo l'incidente. Maddie cede alle lusinghe di Tom ed esce a bere un aperitivo con lui, rincasando solamente al mattino.
Bosch vuole che Honey Chandler sia il suo avvocato quando verrà riaperto il caso Skyler. La legale gli presenta Hector Bonner, il suo investigatore privato. Il cadavere nel cassonetto è identificato in Charles Fagan, con Robertson che chiede a Billets di poter seguire lui l'indagine. Bosch ed Edgar osservano strani movimenti di persone tossicodipendenti che dalla clinica di Garcia vengono portate in farmacia a ritirare le pillole di ossicodone e poi sono fatte salire a bordo di un velivolo. Esquivel Jr. chiede al cugino Oscar di aiutarlo a sparire e una pistola. Chandler avverte Bosch che la prova incriminata è un fazzoletto con il DNA di Olmer, uno stupratore seriale che avrebbe confessato in punto di morte l’omicidio di Danielle Skyler.

## L'ultima prescrizione
- Titolo originale: The Last Scrip
- Diretto da: Daisy von Scherler Mayer
- Scritto da: Michael Connelly, Eric Ellis Overmyer e Elle Johnson

### Trama
Bosch fa visita al detective in pensione Ryan Rodgers, il partner con cui si occupò del caso Skyler. Rodgers è della stessa idea di Bosch circa l'insussistenza della revisione del processo, tanto che Olmer non è menzionato in nessuno dei documenti dell'indagine. Edgar trova il suo informatore Gary Wise ucciso in strada. Billets fatica a contenere le pressioni di chi vorrebbe pensionare Stanlio e Ollio, stanti le lamentele dei giovani poliziotti costretti al lavoro d'ufficio.
Esquivel Jr. confida a un suo vecchio professore di aver architettato lui il traffico di ossicodone, di cui il padre era assolutamente contrario. Il professore lo ammonisce che non dovrebbe scappare, bensì occuparsi del funerale del padre. Edgar si sente in parte responsabile della morte di Wise, avendo organizzato lui l'incontro fatale. Billets comunica a Stanlio e Ollio che sono momentaneamente trasferiti al CAP. Esquivel Jr. torna di nascosto in città per assistere alla preparazione della salma del padre.

## Risorgere dalla morte
- Titolo originale: Raise the Dead
- Diretto da: Laura Belsey
- Scritto da: Michael Connelly, Eric Ellis Overmyer e Tom Bernardo

### Trama
Bosch è convinto che la confessione di Olmer sia falsa e l'urgenza è capire chi ha potuto trarne maggior giovamento. Sotto le mentite spoglie di un dipendente da ossicodone, Bosch tenta di farsene prescrivere una dose per curare una frattura alla gamba rimediata in guerra, ma il dottore lo spedisce a un gruppo di recupero di veterani dipendenti dagli oppiacei. Bosch rintraccia Anthony Servidone, il poliziotto in pensione che tentò di arrestare Olmer, ma fu costretto a lasciarlo andare dall'allora tenente Irving. Robertson arresta Peanut, un ricettatore di componenti di automobili che ha visto i responsabili dell'omicidio di Fagan. Henry rivela a Maddie di aver avuto dei trascorsi con suo padre. Bonner avvicina Rita Tedesco, fingendosi un amico del marito alla disperata ricerca di soldi, ottenendo dalla donna un collegamento concreto a Preston.
Bosch si introduce in casa di Louis Degner, uno dei membri del gruppo di recupero, assistendo al suo tentativo di rianimare una ragazza finita in overdose. Facendo sentire Louis in debito, Bosch ottiene il suo aiuto per entrare nel clan della clinica Garcia. Grazie a una foto sui social network, i nuovi operativi del LAPD Rondell Pierce e Christina Vega riescono a rintracciare Esquivel Jr., il quale non ha partecipato al funerale del padre. Il cugino Oscar afferma di averlo visto l'ultima volta due giorni prima, quando gli ha chiesto in prestito l'auto per andare a Bakersfield. Costretti alla noiosa routine del lavoro d'ufficio, Stanlio e Ollio continuano a rinfacciarsi le rispettive colpe nell'incidente fuori dalla farmacia. Edgewood, il partner di Robertson, informa Irving di sospettare che lui e Peanut si conoscano. Bosch teme di avere la sindrome di Laura, cioè si sarebbe innamorato della vittima Danielle Skyler.

## Paraocchi
- Titolo originale: Tunnel Vision
- Diretto da: Patrick Cady
- Scritto da: Michael Connelly, Eric Ellis Overmyer e Jeffrey Alan Fiskin

### Trama
Bosch assume l'identità del tossicodipendente Dominic Reilly per infiltrarsi tra i "clienti" della clinica di Federico Garcia, scoprendo che il dottore è un prestanome che si limita a firmare prescrizioni in bianco. La copertura di Bosch rischia subito di saltare, poiché il medico che valuta i candidati della clinica è il dottor Hansen, lo stesso del centro veterani che lo aveva indirizzato al gruppo di sostegno. Il LAPD è sottoposto dall'FBI a un'ispezione dei casi di omicidio di cui si è occupato il dipartimento di polizia. Edgar inizia a indagare su un caso del passato di Gary Wise. Irving progetta di candidarsi a sindaco, rendendosi conto che correre da indipendente è molto complicato.
Venuto a conoscenza da Bonner che la confessione di Olmer sarebbe stata costruita a tavolino con Cronin, l'avvocato di Borders, Bosch decide di andare a trovare quest'ultimo in carcere. Borders lo accusa di aver piazzato la collana che l'ha incriminato, minacciandolo che una volta in libertà gli farà pagare la galera a cui lo ha condannato. Bosch e Chandler puntano i fari sul momento in cui in centrale vengono archiviate le prove. Ollio chiede a Billets di dimostrargli che ha ancora fiducia in lui e Stallio. La squadra di Robertson trova l'automobile degli assassini di Esquivel, mentre del figlio si continua a non avere notizie. Irving accede allo scatolone dei reperti relativi al caso Skyler, distruggendo una fotografia.

## Lo spazio tra le stelle
- Titolo originale: The Space Between the Stars
- Diretto da: Neema Barnette
- Scritto da: Shaz Bennett

### Trama
Borders rimprovera Rita Tedesco per essere caduta nella trappola di Bosch, ordinandole di mettersi in contatto con Cronin e scoprire l'identità di Bonner. Quest'ultimo trova un aggancio utile per arrivare all'avvocato, vale a dire sua moglie Kathy Zelden. Un collega di Henry cerca di farle capire che, nel riesaminare il caso Skyler, deve essere obiettiva e non alimentare la propria sete di vendetta verso Bosch. Stanlio e Ollio, tornati in sintonia dopo qualche incomprensione, si accorgono di alcune anomalie nei rapporti del dipartimento sulle sparatorie. Mentre sta perquisendo il garage in cui è stata trovata la macchina degli assassini di Esquivel, la squadra di Robertson entra in contatto con una sostanza tossica. Edgar continua a indagare sull'omicidio del suo informatore Wise, apprendendo da una vicina di casa che il probabile assassino è un uomo di colore pressappoco della sua età.
Ollio comunica a Stanlio che ha deciso di andare in pensione. Bosch ottiene da Billets l'autorizzazione a infiltrarsi nel prossimo gruppo di tossici della clinica Garcia in partenza. La sostanza tossica trovata nel garage dalla squadra di Robertson è fentanyl. Tom invita Maddie a una festa a casa sua per presentarla ai genitori. Edgar accompagna Bosch alla clinica Garcia, da cui viene prelevato per andare con gli altri tossici alla pista di decollo. Trey, l'autista del minivan, sembra intuire che qualcuno li sta seguendo, costringendo Bosch a trasmettere l'ordine di interrompere il pedinamento. Bonner raccoglie le prove che Cronin e sua moglie Zelden, anch'essa avvocato, avrebbero corrotto un poliziotto, Terry Spencer. Appurato che la segnalazione mandata da Bosch era un falso allarme, Edgar si rimette sulle sue tracce, ma non fa in tempo ad arrivare che l'aereo con a bordo l'amico è già decollato.

## La saggezza del deserto
- Titolo originale: The Wisdom of the Desert
- Diretto da: Aaron Lipstadt
- Scritto da: Jeffrey Alan Fiskin

### Trama
Nel deserto a Bosch è risparmiata la vita. Il mattino seguente il detective cerca di carpire qualche informazione alla tossicomane Elizabeth, alla sua terza volta nel campo, la quale lo avverte che gli uomini armati puniscono severamente i disobbedenti. Maddie è agitata per il mancato rientro a casa del padre e sia Edgar sia Billets provano a rassicurarla. La tenente vorrebbe far saltare l'operazione, ma Edgar la convince a prolungarla per non mettere Bosch in pericolo. Il cadavere di Oscar Pineto è trovato nel retro della sua officina con segni di tortura. Il cronista del Los Angeles Times Scott Anderson sta lavorando a un articolo sulla revisione del caso Skyler.
Pierce e Vega individuano la casa in cui è asserragliato Esquivel Jr., bloccando un uomo armato che stava andando a ucciderlo. Il fermato è Wilbur Hart, un pregiudicato in libertà vigilata che Esquivel Jr. afferma di non conoscere. Il volo di ritorno dal deserto è rinviato alla notte per le alte temperature. Bosch finisce sotto accusa per aver causato l'arresto di Elizabeth alla farmacia, dove le ha messo un profumo nello zaino. Sentendosi fuori posto a casa dei genitori di Tom, Maddie se ne va di soppiatto. L'arresto di Elizabeth viene segnalato dalla locale polizia a Edgar perché Bosch aveva lasciato un biglietto dentro lo zaino.

## Salvation Mountain
- Titolo originale: Salvation Mountain
- Diretto da: Aaron Lipstadt
- Scritto da: Jeffrey Alan Fiskin

### Trama
Il Los Angeles Times pubblica un articolo di Anderson in cui, preannunciando la revisione del caso Skyler, Bosch è indagato per falsa condotta nel condurre le indagini. Edgar interroga Elizabeth sul campo nel deserto, ricavando un'indicazione utile per individuarlo. Bosch viene condotto all'aereo per essere riportato in città, ma in realtà è una trappola. Il detective esce vincitore dal conflitto con gli uomini della clinica, costringendo il pilota a fare rotta in città. Maddie si scusa con Tom per il suo comportamento alla festa, asserendo comunque di essersi divertita. Confrontandosi con l'antidroga, Bosch scopre che il capo del campo, tale Dalton Walsh, era un agente scomparso da anni. 
Irving sospende Bosch ed Edgar dal servizio perché la missione nel deserto non è stata autorizzata. Hart è costretto a rivelare l'identità del suo complice nell'omicidio di Esquivel. Henry viene accusata di essere la fonte di Anderson, alimentando il sospetto che sia mossa dal risentimento verso Bosch. Non ancora a conoscenza della sospensione, Bosch ed Edgar si recano a casa di Louis Degner, ricevendo l'indicazione di andare alla clinica Garcia per cercare Elizabeth, trovandola riversa su una barella. Il detective accompagna Elizabeth in un posto sicuro, sperando che si ripulisca e possa dare una mano nelle indagini. Walsh e la sua cricca decidono che Bosch rappresenta un pericolo per la loro sopravvivenza e deve essere eliminato.

## Fermare la notte
- Titolo originale: Hold Back the Night
- Diretto da: Aaron Lipstadt
- Scritto da: Shaz Bennett

### Trama
Bosch e Chandler fanno visita all'agente Spencer, promettendogli che lo aiuteranno a uscire dal ginepraio in cui si ritrova se collaborerà con loro. Maddie fotografa la prima pagina del dossier di Borders sulla scrivania di Tom. Billets chiede al collega tenente Donald Thorne di rivedere le statistiche trimestrali, avendo notato qualcosa che non va. Elizabeth è scappata dal rifugio nel centro veterani che Bosch le aveva trovato. All'udienza Chandler accusa Borders di essere in combutta con l'ufficio del procuratore per ottenere la riabilitazione, chiamando in causa la stenografa Rita Tedesco quale moglie di Borders e quest'ultimo per aver manipolato le prove.
Bosch è completamente scagionato, mentre Cronin e la moglie sono incriminati per oltraggio alla corte. Tom è consapevole di cosa ha fatto Maddie, il cui memorandum trafugato è stato determinante per far vincere la causa al padre. Dalle indagini sull'omicidio di Esquivel risulta che Walsh sarebbe riparato in Messico, unendosi a un cartello locale del fentanyl. Edgar è convinto di aver trovato l'assassino di suo zio, ma scopre che Jacques Avril è il figlio del colpevole. Maddie annuncia a Bosch che ha deciso di interrompere lo stage in procura, tornando all'università, ma sente soprattutto il bisogno di allontanarsi da un padre ingombrante.

## Il verme ha marchiato la sua vittima
- Titolo originale: Creep Signed His Kill
- Diretto da: Ernest Dickerson
- Scritto da: Daniel Pyne e Katie Pyne

### Trama
Maddie fa ritorno all'università, confessando a Bosch di aver inviato lei il memorandum a Chandler. Edgar informa l'ex moglie che intende gettare la spugna nella caccia ad Avril, essendo costui legato alle "bande della morte" di Haiti che in passato erano sostenute dal governo americano. Bosch stana Irving sulla fotografia che ha rimosso dai reperti del caso Skyler. Il detective invita Tom a telefonare a Maddie, sperando che riesca a farle cambiare idea sul ritorno all'università. Stanlio organizza una festa di pensionamento a sorpresa per Ollio, ma scopre che il partner ha deciso di avvalersi della prosecuzione volontaria per ulteriori cinque anni di servizio. Walsh e i suoi uomini sono segnalati a Los Angeles. Edgar e Robertson si lanciano sulle loro tracce, ma gli uomini sono già diretti a casa di Bosch. Intanto, in città iniziano a essere ritrovate le parti del cadavere mozzato di una donna ispanica.
Tre giorni dopo. Riuscito a mettere fuori gioco Walsh e i suoi uomini, Bosch sprona Elizabeth a tornare al centro veterani e ripulirsi. Dopo aver rassicurato Billets che non ci sarà il temuto accorpamento tra la Divisione Omicidi e il West Bureau, Irving scioglie la riserva e annuncia la propria candidatura a sindaco di Los Angeles. Bosch rimprovera a Chandler di aver messo a rischio la sua carriera, essendo lei la fonte di Anderson. Benché abbia rinunciato ad Avril, Edgar è invece intenzionato a proseguire nella ricerca della verità su Wise, nonostante ci siano di mezzo dei poliziotti corrotti. Maddie si chiarisce con il padre, concordando di avere un rapporto maturo in cui entrambi si impegnano a non tenere nascosto nulla. Chiusa la telefonata con la figlia, Bosch esamina il faldone di Daisy Clayton, la figlia di Elizabeth. Nello stesso momento Coltrane, il cane che Bosch ha adottato dopo averlo incontrato per la prima volta nel deserto, scappato durante il raid degli uomini di Walsh, si ripresenta sull'uscio di casa.